# Shimadzu All Japan Indoor Tennis Championships 2006
Lo Shimadzu All Japan Indoor Tennis Championships 2006 è stato un torneo di tennis facente parte della categoria ATP Challenger Series nell'ambito dell'ATP Challenger Series 2006. Il torneo si è giocato a Kyoto in Giappone dal 6 al 12 marzo 2006 su campi in cemento indoor.

## Vincitori

### Singolare
Nicolas Mahut ha battuto in finale  Lu Yen-hsun con il punteggio di 6–4, 6–1

### Doppio
Alun Jones /  Jonathan Marray hanno battuto in finale  Prakash Amritraj /  Rohan Bopanna con il punteggio di 6–4, 3–6, [14-12]